# 加治木空襲
加治木空襲（かじきくうしゅう）は、第二次世界大戦中の1945年（昭和20年）4月26日と8月11日の2回にわたって、鹿児島県姶良郡加治木町（現：姶良市）に対して行われたアメリカ軍による空襲。
日本本土空襲の1つ。4月26日の第1回空襲では延べ5万坪が焼失し、死者17人。第2回空襲は8月11日午前10時半ごろ、ダグラスA-20爆撃機18機によって行われた。死者28人。3,000人近くが負傷。役場をはじめ、諸官庁、学校がほとんど焼失。送電線・電話線も焼け、ラジオも聞けなかったという。